# 东峤镇
东峤镇是中国福建省莆田市秀屿区下辖的一个镇。地处埭头半岛腰部，因辖地有座白玉山，坐西向东，背靠彭山，形如峤状，故取名东峤。另一说法是，辖地有一条河道叫峤山，从埭头武盛经境内向东流入大海，故称东峤。

## 历史沿革
宋、元属崇福里、合浦里、武盛里。明、清属武盛里、合浦里。民国十八年(1929年），属莆田县第五区笏石镇管辖，下设珠江、前沁、魏厝、东峤、下屿5乡。1952年，属莆田县第十九区公所管辖，驻地前沁，辖珠江、前沁、魏厝、霞屿等15乡。1961年改为前沁人民公社。1965年成立东峤人民公社。1984年改为东峤乡。1992年改为东峤镇。2002年隶于秀屿区。

## 行政区划
东峤镇共辖1个社区及24个行政村，分别是：
峤江社区、魏厝村、凌烟村、梁厝村、前沁村、东兴村、珠川村、先锋村、珠江村、前江村、霞西村、田柄村、渚林村、上塘村、湖柄村、汀塘村、许厝村、田庄村、中南村、山香村、百庄村、铁炉村、下房村、赤岐村和霞东村。